# Wappen Bruneis

Wappen Bruneis

Das Wappen Bruneis ist seit dem Jahr 1959 in Gebrauch.

## Beschreibung

Flagge Bruneis

Das Nationalwappen Bruneis ist auch auf der Flagge Bruneis abgebildet.
Das Wappen hat fünf Hauptkomponenten:
1. die Flagge, die das Ende eines Mastes bildet, ganz oben,
2. den königlichen Schirm darunter,
3. die Flügel unter dem Schirm,
4. die Hand rechts und links davon und
5. ein Halbmond.

Auf dem Halbmond steht auf Arabisch der Wahlspruch Bruneis:
الدائمون المحسنون بالهدى ad-dāʾimūn al-muḥsinūn bi-l-hudā, malaiisch „Selalu memberi pelayanan dengan bimbingan Tuhan“, deutsch Ewiger Dienst unter Anleitung (Gottes).
Unterhalb des Halbmondes befindet sich eine Schriftrolle mit dem Namen der Nation in arabischer Schrift:
بروني دارالسلام „Brunei Darussalam“ oder Brunei, Gebiet des Friedens (siehe hierzu auch Dār al-Islām).

## Symbolik
Die Flagge und der Schirm sind Symbole der staatlichen Hoheit und königlichen Familie.
Die Flügel symbolisieren Ruhe, Gerechtigkeit und Frieden.
Darunter ist das Zeichen des Islam, der Halbmond.
Die Hände symbolisieren die Pflicht der Regierung, die Menschen zu beschützen.
Der Mast steht für eine gerechte und stabile Regierung.

## Geschichte
Das Wappen wurde ursprünglich 1932 angenommen, in der aktuellen Form ist es jedoch erst seit dem 29. August 1959 in Gebrauch.